# Покровское (Череповецкий район)
Покровское — деревня в Череповецком районе Вологодской области.
Входит в состав Югского сельского поселения (с 1 января 2006 года по 8 апреля 2009 года входила в Сурковское сельское поселение), с точки зрения административно-территориального деления — в Батранский сельсовет.
Расстояние до районного центра Череповца по автодороге — 42 км, до центра муниципального образования Нового Домозерова по прямой — 16 км. Ближайшие населённые пункты — Барское Поле, Батран, Афанасово, Шелково.
По переписи 2002 года население — 42 человека (23 мужчины, 19 женщин). Всё население — русские.